# 柚木タロウ
柚木 タロウ（ゆずのき タロウ）は、日本の漫画家。

## 主な作品

### 連載
- STRAYKEYS（『月刊少年ガンガン』 2008年4月号 - 2009年1月号）
- アンパッサン（『ガンガンONLINE』 2009年11月26日 - 2011年7月14日）

### 読み切り
- No Face,But（『月刊少年ガンガン』2005年8月号）
- キグルミライフ（『ガンガンONLINE』2009年2月12日）
- 喜媚歓タのご奉仕事情。（『ガンガンONLINE』2011年10月27日）